# Piotr Bednarski
 (juillet 2021).
Si vous disposez d'ouvrages ou d'articles de référence ou si vous connaissez des sites web de qualité traitant du thème abordé ici, merci de compléter l'article en donnant les références utiles à sa vérifiabilité et en les liant à la section « Notes et références ».
 (juillet 2021).
La mise en forme du texte ne suit pas les recommandations de Wikipédia : il faut le « wikifier ».
Les points d'amélioration suivants sont les cas les plus fréquents :
- Les titres sont pré-formatés par le logiciel. Ils ne sont ni en capitales, ni en gras.
- Le texte ne doit pas être écrit en capitales (les noms de famille non plus), ni en gras, ni en italique, ni en « petit »…
- Le gras n'est utilisé que pour surligner le titre de l'article dans l'introduction, une seule fois.
- L'italique est rarement utilisé : mots en langue étrangère, titres d'œuvres, noms de bateaux, etc.
- Les citations ne sont pas en italique mais en corps de texte normal. Elles sont entourées par des guillemets français : « et ».
- Les listes à puces sont à éviter, des paragraphes rédigés étant largement préférés. Les tableaux sont à réserver à la présentation de données structurées (résultats, etc.).
- Les appels de note de bas de page (petits chiffres en exposant, introduits par l'outil «  Source ») sont à placer entre la fin de phrase et le point final[comme ça].
- Les liens internes (vers d'autres articles de Wikipédia) sont à choisir avec parcimonie. Créez des liens vers des articles approfondissant le sujet. Les termes génériques sans rapport avec le sujet sont à éviter, ainsi que les répétitions de liens vers un même terme.
- Les liens externes sont à placer uniquement dans une section « Liens externes », à la fin de l'article. Ces liens sont à choisir avec parcimonie suivant les règles définies. Si un lien sert de source à l'article, son insertion dans le texte est à faire par les notes de bas de page.
- La présentation des références doit suivre les conventions bibliographiques. Il est recommandé d'utiliser les modèles {{Ouvrage}}, {{Chapitre}}, {{Article}}, {{Lien web}} et/ou {{Bibliographie}}. Le mode d'édition visuel peut mettre en forme automatiquement les références.
- Insérer une infobox (cadre d'informations à droite) n'est pas obligatoire pour parachever la mise en page.

Pour une aide détaillée, merci de consulter Aide:Wikification.
Si vous pensez que ces points ont été résolus, vous pouvez retirer ce bandeau et améliorer la mise en forme d'un autre article.
Piotr Bednarski (né selon les sources le 12 juillet 1938 ou en 1934 à Oryszkowce, Podolie) est un écrivain polonais.

## Biographie
Après que la Seconde guerre mondiale a éclaté, il est déporté avec sa famille en URSS. Après la guerre, en 1946, il déménage avec sa famille à Nowa Jabłona (Gmina Niegosławice) et y fréquente l'école élémentaire. Enfin, il va au lycée de Głogów. Après sa scolarité, il effectue son service militaire de 1960 à 1962 et s'installe à Kołobrzeg. À cette époque, il exerce divers métiers et travaille comme fonctionnaire, agriculteur, bûcheron et pêcheur. À partir de 1968, il est membre du groupe de poètes Reda à Kołobrzeg. Il fait ses débuts d'écrivain en 1968 avec le récit Odkrycie Kolumba, qui paraît dans le mensuel Litery. Ses portraits d'acteurs sont exposés en 1973. Il collabore au journal Głos Pomorza de 1976 à 1981. Il est admis à la Société de Littérature polonaise en 1976. Son principal métier de 1976 à 1999 est marin pour la compagnie Polska Żegluga Bałtycka.

## Œuvres

### Poésie
- Arka przymierza, 1972
- Pieśni żeglarzy, 1978
- Z głębokości serca, 1991
- Twarzą w twarz, 1993
- Dwa płomienie, 1994
- Popiół, 1999
- Przylot żurawi, 2003
- Spojrzenie przez ramię, 2004

### Prose
- Krople soli, 1976
- Czarcie nasienie, 1978
- Morze u wezgłowia, 1981
- Lancelot, 1986
- Parsifal, 1989
- Czarownica Nilat, 1991
- Błękitne śniegi, 1996
  - Les Neiges bleues, traduit du polonais sous la direction de Jacques Burko, 2004
- Marny czas, 1998
- Górny kraj słońca, 2003